# Farissa Córdoba
Farissa Evelin Córdoba Martínez (30 de junio de 1989) es una futbolista panameña que juega como portera en el Club Sporting Cristal de la Primera División de Fútbol Femenino Peruano.

## Trayectoria
Comenzó su carrera deportiva en la ANAFUFE con el Cosmo y después pasó al Navy Bay Colón ganando varios campeonatos con el equipo. En el 2012 paso por el club peruano JC Sport Girls, ganando el Campeonato Peruano de Fútbol de 2012. En el 2015 se unió al equipo de futbol de la Universidad Tecnológica de Panamá participando en diferentes torneos amateur y en el 2017 participó en la Liga de Fútbol Femenino. En el 2018 pasó al CD Universitario saliendo campeona de la Liga de Fútbol Femenino 2018. En el 2019 pasó al club ecuatoriano Club Ñañas quedando subcampeona de la Súperliga Ecuatoriana de Fútbol 2019. A finales del 2019 pasó al club israelí Maccabi Holon FC donde estuvo hasta a mediado del 2020. Regresó al CD Universitario disputando el Torneo LFF 2020. El 2021 regresó al club ecuatoriano Club Ñañas saliendo subcampeona de la Súperliga de Ecuador 2021. En octubre de 2021 pasó por el CD Plaza Amador quedando subcampeona del Torneo Clausura 2021 LFF. El 4 de marzo de 2022 fue presentada como nueva jugadora del Municipal Pérez Zeledon. El 16 de marzo de 2023 tiene su tercera etapa con el club ecuatoriano Club Ñañas. En septiembre de 2023 participó con el Sporting SM en la Copa Interclubes de la Uncaf Femenino 2023. El 14 de enero de 2024, fue anunciada como nueva jugadora del Club Sporting Cristal.

## Selección nacional
Fue convocada a la selección absoluta a los 11 años, y debutó a los 13 años, participó en los Juegos Panamericanos de 2007, Córdoba apareció en dos partidos por Panamá en el Campeonato Femenino CONCACAF 2018. Formó parte del plantel que disputó la Copa Mundial Femenina de Fútbol de 2023.

## Clubes
| Club             | País       | Año         |
| ---------------- | ---------- | ----------- |
| Cosmo FC         | Panamá     | 2000 - 2005 |
| Navy Bay Colón   | Panamá     | 2006 - 2012 |
| JC Sport Girls   | Perú       | 2012 - 2013 |
| Navy Bay Colón   | Panamá     | 2013        |
| UTP Panamá       | Panamá     | 2015 - 2017 |
| CD Universitario | Panamá     | 2018        |
| Club Ñañas       | Ecuador    | 2019        |
| Maccabi Holon FC | Israel     | 2019 - 2020 |
| CD Universitario | Panamá     | 2020        |
| Club Ñañas       | Ecuador    | 2021        |
| CD Plaza Amador  | Panamá     | 2021        |
| Pérez Zeledón    | Costa Rica | 2022        |
| Club Ñañas       | Ecuador    | 2023        |
| Sporting SM      | Panamá     | 2023        |
| CS Cristal       | Perú       | 2024 - act. |

## Palmarés

### Títulos nacionales
| Título           | Club             | País   | Año  |
| ---------------- | ---------------- | ------ | ---- |
| Primera División | JC Sport Girls   | Perú   | 2012 |
| Primera División | CD Universitario | Panamá | 2018 |